# Franz Josef Benedikt Bernold

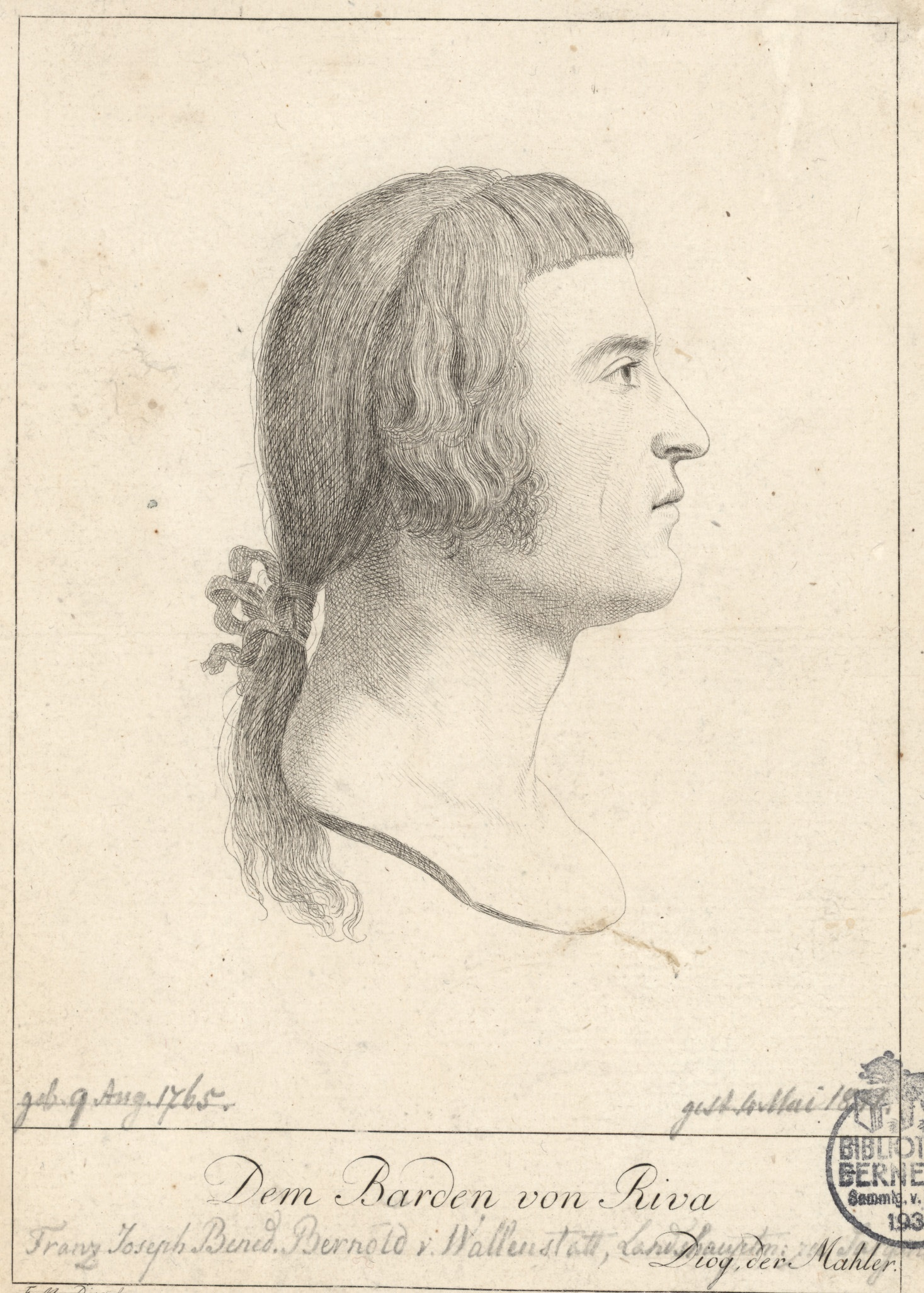
Felix Maria Diogg (1762–1834): Porträt von Josef Franz Leonhard Bernold (1765–1841), Radierung

Franz Josef Leonhard Bernold (* 9. August 1765 in Walenstadt, Kanton St. Gallen; † 4. Mai 1841 in Walenstadt), irrtümlicherweise oft Franz Joseph Benedikt genannt, sich selber den Barden von Riva nennend, war ein schweizerischer Dichter und Politiker, der in der Zeit der Entstehung des Kantons St. Gallen um 1803 massgebend Einfluss auf das politische Leben im Sarganserland sowie dem Kanton nahm.